# 디셉션 (2018년 드라마)
디셉션(Deception, 2018년 3월 11일 ~ 5월 27일)는 미합중국의 방송사 ABC의 드라마이다.

## 방송 시간
| 방송 채널 | 방송 기간                  | 방송 시간                          |
| --------- | -------------------------- | ---------------------------------- |
| KBS 1TV   | 2018년 3월 23일 ~ 6월 29일 | 매주 금요일 밤 12:40 ~ 1:30 (50분) |

## 한국판 성우진(KBS)
- 양석정 - 캐머런 블랙 / 조나단 블랙(잭 커트모어-스콧)
- 이선 - 케이 대니얼스(일페네쉬 하데라) / 어린 캐머런(대니 코보) / 어린 조나단(소니 코보)
- 박영재 - 마이크(아마우리 놀라스코) / 세바스찬 블랙(잭 대븐포트)
- 김현정 - 디나(레노라 크릭클로우)
- 유해무 - 군터(비니 존스)
- 석승훈 - 조던(저스틴 전)
- 남유정 - 디킨스(라일라 로빈스)
- 김현정(1화) → 이슬(7~13화) - 의문의 여인(스테파니 코르넬리우센)
- 이규창 - 펠릭스(엘리엇 빌랄,1화) / 빈스(커트 부라이,6화) / 카를로(숀 넬슨,9화)
- 장희문 - 안드레이(아이어스 유니스,1화) / 제임스(베르나르도 디 폴라,11화)
- 김소형 - 샤샤(레오니드 시터,2화) / 렌슬롯(마이클 브릿,2화) / 올리비에(사르 응가우자,12화)
- 허성재 - 조셉(스티븐 라이히,2화) / 프레이트(세바스찬 사콘,5화)
- 이정민 - 노아(아담 캐플렌,2화)
- 민아 - 브리짓(프란체스카 랜스-도슨,2화)
- 김규식 - 에이브(존 셰이,3화)
- 변영희 - 프랜시스(제레미아 위긴스,3화) / 대닉(대니 버스타인,13화)
- 석원희 - 아르투로(케빈 코리건,3화) / 오스카(리 R. 셀러스,9화)
- 조경아 - 조앤(제스 웨익슬러,3화)
- 서승휘 - 찰리(루카스 홀,3화)
- 이봉준 - 밀러(다니엘 런던,4화) / 베이커(대니 마스트로조르조,9화)
- 이광수 - 원슬로(에번 파크,4~5,10화)
- 백경훈 - 그린(프랭크 하트스,4화)
- 서다혜 - 비비안(크리스틴 고,4화)
- 김진수 - 퀸시(데이빗 타운센드,4화) / 알렉스(대니 엔리케스,9화)
- 곽윤상 - 스위치(빌리 제인,5,8화)
- 신범식 - 메카(마이크 바이스트,5화)
- 이병용 - 이지(조슈아 하토,6화)
- 이자영 - 렉시(브리트니 올드퍼드,6화)
- 이상운 - 레이프(제시 브래드퍼드,6화)
- 변혜숙 - 애디(로렌 비트너,6화) / 앤(빅토리아 카르타헤나,11화)
- 전인배 - 바츠(로버트 셀라,7~8화) / 윅스(조지 서지,7화) / 코스티야(요고 콘스탄틴,13화)
- 송대선 - 바우어(탠크 세이드,7화)
- 정훈석 - 매슬린(아담 페라라,9화)
- 문관일 - 코너스(마리오 밴 피블스,10화)
- 이호인 - 퀘이드(프랭크 훼일리,10화) / 어니(루 리베라토레,10화)
- 전종구 - 앤디(조시 딘,10화)
- 오주희 - 알리시아(메간 페이,10화)
- 박노식 - 아이작(브렛 돌턴,11화)
- 임호기 - 테디(존 사이파,11화)

## 시청률
| 회차 | 방송 일자       | 전국 시청률 |
| ---- | --------------- | ----------- |
| 1회  | 2018년 3월 23일 | 1.1%        |
| 2회  | 2018년 3월 30일 | 1.5%        |
| 3회  | 2018년 4월 6일  | 1.0%        |
| 4회  | 2018년 4월 13일 | 0.8%        |
| 5회  | 2018년 4월 20일 | 1.0%        |
| 6회  | 2018년 5월 4일  | 0.6%        |
| 7회  | 2018년 5월 11일 | 1.3%        |
| 8회  | 2018년 5월 18일 | 1.5%        |
| 9회  | 2018년 5월 25일 | 1.5%        |
| 10회 | 2018년 6월 1일  | 1.3%        |
| 11회 | 2018년 6월 8일  | 1.6%        |
| 12회 | 2018년 6월 15일 | 1.3%        |
| 13회 | 2018년 6월 29일 | 2.1%        |